# العلاقات الأرجنتينية التوغوية
العلاقات الأرجنتينية التوغولية هي العلاقات الثنائية التي تجمع بين الأرجنتين وتوغو.

## مقارنة بين البلدين
هذه مقارنة عامة ومرجعية للدولتين:
| وجه المقارنة                                              | الأرجنتين                                               | توغو            |
| --------------------------------------------------------- | ------------------------------------------------------- | --------------- |
| المساحة (كم2)                                             | 2.78 مليون                                              | 56.78 ألف       |
| عدد السكان (نسمة)                                         | 44.27 مليون                                             | 7.80 مليون      |
| الكثافة السكانية (ن./كم²)                                 | 15.92                                                   | 137.37          |
| العاصمة                                                   | بوينس آيرس                                              | لومي            |
| اللغة الرسمية                                             | اللغة الإسبانية                                         | لغة فرنسية      |
| العملة                                                    | البيزو الأرجنتيني 1983 ‏، بيزو أرجنتيني، أسترال أرجنتيني | فرنك غرب أفريقي |
| الناتج المحلي الإجمالي (بليون دولار)                      | 637.59 مليار                                            | 4.81 مليار      |
| الناتج المحلي الإجمالي (تعادل القوة الشرائية) بليون دولار | 883.02 مليار                                            | 10.67 مليار     |
| الناتج المحلي الإجمالي الاسمي للفرد دولار أمريكي          | 13.43 ألف                                               | 559             |
| الناتج المحلي الإجمالي للفرد دولار أمريكي                 |                                                         | 1.43 ألف        |
| مؤشر التنمية البشرية                                      | 0.827                                                   | 0.484           |
| رمز المكالمات الدولي                                      | +54                                                     | +228            |
| رمز الإنترنت                                              | .ar                                                     | .tg             |
| المنطقة الزمنية                                           | 00                                                      | 00              |

## منظمات دولية مشتركة
يشترك البلدان في عضوية مجموعة من المنظمات الدولية، منها:
| علم المنظمة | اسم المنظمة                               | تاريخ انضمام الأرجنتين | تاريخ انضمام توغو |
| ----------- | ----------------------------------------- | ---------------------- | ----------------- |
|             | مؤسسة التنمية الدولية                     | 3 أغسطس 1962           | 21 أغسطس 1962     |
|             | البنك الإفريقي للتنمية                    | ?                      | ?                 |
|             | يونسكو                                    | 15 سبتمبر 1948         | 17 نوفمبر 1960    |
|             | مؤسسة التمويل الدولية                     | 13 أكتوبر 1959         | 4 سبتمبر 1962     |
|             | منظمة حظر الأسلحة الكيميائية              | ?                      | ?                 |
|             | الأمم المتحدة                             | 24 أكتوبر 1945         | 20 سبتمبر 1960    |
|             | الاتحاد الدولي للاتصالات                  | 1889                   | 14 سبتمبر 1961    |
|             | منظمة الشرطة الجنائية الدولية             | ?                      | ?                 |
|             | البنك الدولي للإنشاء والتعمير             | 20 سبتمبر 1956         | 1 أغسطس 1962      |
|             | الاتحاد البريدي العالمي                   | ?                      | ?                 |
|             | المركز الدولي لتسوية المنازعات الاستشارية | 18 نوفمبر 1994         | 10 سبتمبر 1967    |
|             | وكالة ضمان الاستثمار متعدد الأطراف        | 11 فبراير 1992         | 15 أبريل 1988     |
|             | منظمة التجارة العالمية                    | ?                      | ?                 |

## وصلات خارجية
- موقع وزارة الخارجية الأرجنتينية